# پاولیتسه (ناحیه زنویمو)
پاولیتسه (به چکی: Pavlice) یک منطقهٔ مسکونی در جمهوری چک است که در ناحیه زنویمو واقع شده‌است. پاولیتسه ۱۴٫۰۱ کیلومتر مربع مساحت و ۴۶۷ نفر جمعیت دارد و ۴۰۲ متر بالاتر از سطح دریا واقع شده‌است.